# Джейкоб Зума
Джейкоб Зума (англ. Jacob Gedleyihlekisa Zuma; нар. 12 квітня 1942, Нкандла, Квазулу-Наталь) — президент Південно-Африканської Республіки, обраний парламентом після перемоги своєї партії на загальних виборах 2009 року. Пішов у відставку 2018 року.
Зума — президент Африканського Національного Конгресу (2007—2017), панівної політичної партії країни, а з 1999 до 2005 був заступником Президента Південно-Африканської Республіки. Він також відомий як JZ і клановому імені Мшолозі. Зума став президентом АНК 18 грудня 2007 року, перемігши чинного главу Табо Мбекі на конференції Африканського національного конгресу у Полокване.

## Сексуальні скандали
- 2005 року Джейкоба Зуму звинуватили у зґвалтуванні 31-річної дочки свого друга. До того ж Зумі було відомо, що жінка була ВІЛ-інфікованою. Наступного року жінка подала позов у суд Йоганнесбурга, але Зуму виправдали з формулюванням, що секс начебто був «за взаємною згодою». Рішення суду ґрунтувалося на свідченнях самого Зуми і на небездоганній психологічній експертизі. Позивачка ж продовжувала наполягати на факті зґвалтування. 2007 року вона попросила політичного притулку в Нідерландах і отримала його. У суді Зума визнав, що під час сексуального акту не користувався презервативом, хоча йому було відомо, що жінка ВІЛ-інфікована. Цікаво, що на той час Зума обіймав посаду голови національної ради з боротьби зі СНІДом.
Після сексу Зума, за його визнанням, прийняв душ — «щоб знизити ризик зараження СНІДом». Ця кримінальна справа в Йоганнесбурзькому суді викликала критику з боку правозахисних організацій, але це ніяк не вплинуло на політичну кар'єру Зуми. 2009 року парламент ПАР проголосував за обрання Зуми президентом країни[7][8].
- 2010 року Зума визнав, що у нього є дитина від дочки іншого друга сім'ї. Загалом Зума має 8 жінок, 5 з яких — офіційні. Уперше Джейкоб Зума одружився 1973 року, невдовзі після виходу з в'язниці. 2010 року повідомляли, що він збирається одружитися з вагітною від нього Бонгівою Глорією Нгема. Це мав бути 22-й нащадок Зуми[9].
- У лютому 2013 Джейкоб Зума оголосив про початок кампанії в країні проти зґвалтувань[10].
- Зума є президентом країни, у якій 31 % вагітних жінок є носіями ВІЛ, число інфікованих дорослих громадян перевищило 20 % (кожен п'ятий), а загальна кількість так званих «сиріт СНІДу», тобто дітей, чиї батьки померли від цього захворювання, становить півтора мільйона[11].

## Ув'язнення
29 червня 2021 Зуму засудили до 15 місяців ув'язнення за звинуваченням у «неповазі до суду». Рішення про ув'язнення ухвалили через відмову Зуми прийти до антикорупційної комісії. Колишнього президента підозрювали в причетності до корупційних схем під час його президентства. Він звинувачення відкидав. Суддя, що розглядала справу, звинуватила його у спробі поставити під сумнів легітимність Конституційного суду.